# UTC−11
UTC−11 (BEST — Bering Standard Time) је једна од временских зона.
Користи се на следећим територијама:

## Као стандардно време целе године
- Америчка Самоа
- Нијуе

## Као стандардно време само зими (северна хемисфера)
- Самоа

UTC-11 се користи и на Мидвејским острвима, као и на нестањеним остврвима Џарвис, Палмира и Кингмен.